# Mecistocephalus insulomontanus
Mecistocephalus insulomontanus är en mångfotingart som beskrevs av J. Linsley Gressitt 1941. Mecistocephalus insulomontanus ingår i släktet Mecistocephalus och familjen storhuvudjordkrypare.
Artens utbredningsområde är Taiwan. Inga underarter finns listade i Catalogue of Life.